# Creazione di Eva (Michelangelo)

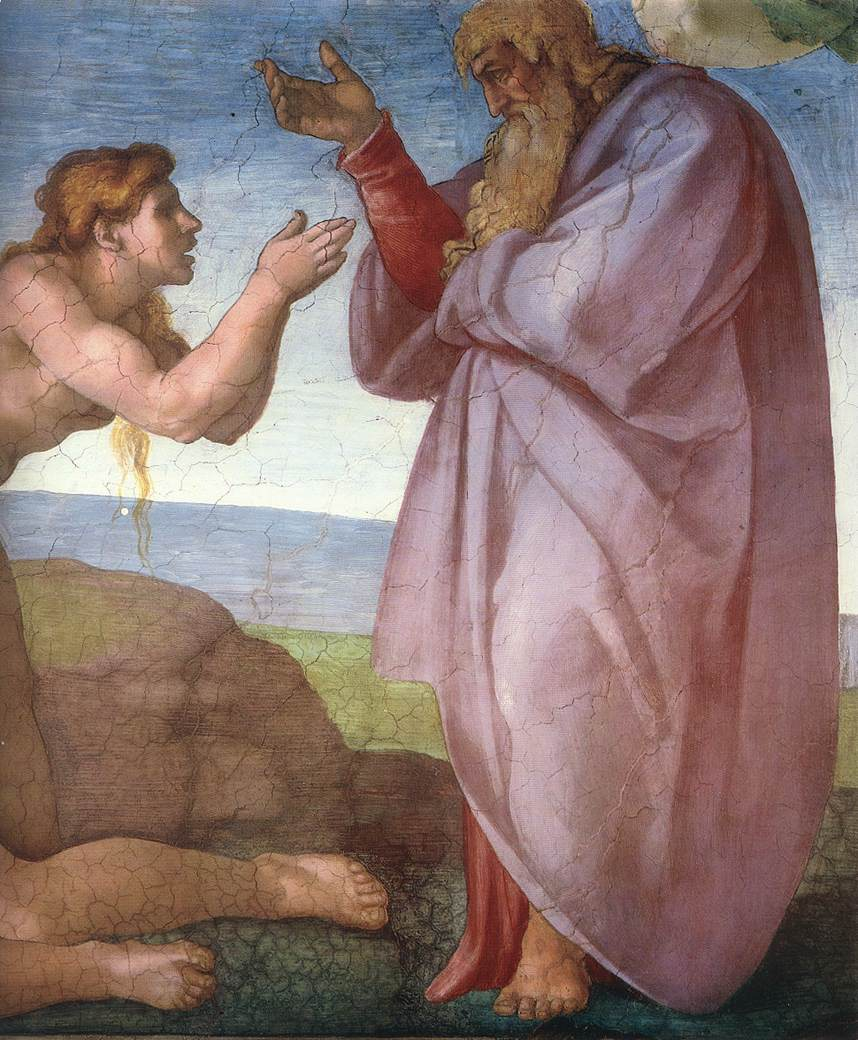
Dettaglio

La Creazione di Eva è un affresco (170x260 cm) di Michelangelo Buonarroti, databile al 1511 circa e facente parte della decorazione della volta della Cappella Sistina, nei Musei Vaticani a Roma, commissionata da Giulio II.

## Storia
Nel dipingere la volta, Michelangelo procedette dalle campate vicino alla porta d'ingresso, quella usata durante i solenni ingressi in cappella del pontefice e del suo seguito, fino alla campata sopra l'altare. Gli affreschi vennero eseguiti in due metà, divise all'altezza della transenna nella sua posizione originale, più o meno sopra la Creazione di Eva. Ciò fu necessario poiché il ponteggio copriva solo metà della cappella e dovette essere smontato e rimontato dall'altra parte tra una fase e l'altra. La Creazione di Eva (Genesi 2,18-25) fu quindi la prima scena ad essere eseguita dopo il rimontaggio, verosimilmente nell'autunno del 1511. Se la maggiore monumentalità ed eloquenza delle figure è riscontrabile anche nel precedente affresco del Peccato originale e cacciata dal Paradiso terrestre, drastica fu, a partire da questa scena, la riduzione del numero delle "giornate" necessarie al completamento: da dodici/tredici a solo quattro. Ciò spiega la velocità con cui la seconda metà fu realizzata (appena un anno), anche per via delle continue e pressanti sollecitazioni del papa, che infatti morì pochi mesi dopo la scopertura, avvenuta il 31 ottobre 1512.
La scena venne quindi dipinta dalla testa di Adamo dormiente col braccio e una parte dell'albero (prima giornata), poi il resto del suo corpo (seconda giornata), Eva e il paesaggio (terza giornata) e infine il Creatore. Michelangelo usò dei cartoni che vennero riportati con la tecnica dello spolvero.
Ascanio Condivi, nella biografia di Michelangelo (1550), la descrisse così: «della costa d'Adamo ne trahe la donna, la quale fù venendo à mani giunte, et sporte verso Iddio, inchinatasi con dolce atto, par che lo ringratie, et che egli lei benedica».

## Descrizione e stile
La Creazione di Eva è il riquadro al centro dell'intera volta, dove per la prima volta Michelangelo dipinse la figura dell'Eterno, poi protagonista di tutte le altre scene verso l'altare. Essa fa parte del gruppo delle tre storie dei progenitori, al centro tra le tre storie della Creazione del mondo e le tre storie di Noè. 
La preminenza data ad Eva dalla posizione centrale è spiegabile con la lettura simbolica delle scene come prefigurazioni del Nuovo Testamento. Essa era spesso indicata come simbolo di Maria, che a sua volta simboleggiava nella tradizione teologica la Chiesa. La creazione di Eva dal costato di Adamo era quindi paragonabile alla nascita della Chiesa dal sangue del costato di Gesù crocifisso. La centralità di questo messaggio era sottolineata anche dalla raffigurazione vicina di Ezechiele, che parlò della nascita della Vergine, della visione di un tempo contaminato dal peccato e abbandonato da Dio al quale seguirà la costruzione di un nuovo Tempio, e della Sibilla Cumana, che nella IV Egloga di Virgilio predice la venuta di un bambino che avrebbe dato origine a una nuova "Età dell'oro". 
Della scena fornì una vivace descrizione Giorgio Vasari: «fé il suo cavar della costa della madre nostra Eva, nella quale si vede quegli ignudi l'un quasi morto per essere prigion del sonno, e l'altra divenuta viva e fatta vigilantissima per la benedizione di Dio».
Adamo è disteso nell'angolo inferiore a sinistra, con una posizione diagonale, più o meno perpendicolare a quella del corpo di Eva che si alza, sollecitata da un gesto eloquente dell'Eterno in piedi davanti a lei (nelle altre scene invece Dio è sempre in volo). Dio, avvolto in un ampio mantello violaceo, che lascia appena scorgere la tunica violetto che indossa nelle altre scene, ha uno sguardo intenso e alza il braccio destro, che, come negli altri episodi, è il vero motore dell'azione. Il braccio alzato sembra infatti guidare Eva verso l'alto, mentre essa emerge gradualmente con le mani giunte benedicenti, da Adamo disteso addormentato. La composizione è resa particolarmente efficace da un gioco di linee perpendicolari e parallele: il corpo di Adamo è parallelo allo sporgenza rocciosa e al braccio divino, mentre quello di Eva appare come continuazione del braccio disteso di Adamo, parallelo al tronco secco. Le teste dei protagonisti sono disposte poi su un unico asse che attraversa diagonalmente l'intera scena. I corpi dei progenitori appaiono come quelli di adolescenti, diversi da quelli di atletici adulti nella scena del Peccato originale. 
Da un punto di vista stilistico, la figura di Dio riprende lo spessore monumentale ed eroico delle figure di Masaccio (nella cappella Brancacci) o di Giotto (nella cappella Peruzzi). Originale è invece la capigliatura e la barba bionda del Creatore, grigia negli altri episodi. La scena della Creazione di Eva ha come precedente iconografico più vicino la formella della Porta Magna nella Basilica di San Petronio a Bologna di Jacopo della Quercia, studiata da Michelangelo anni prima e probabilmente rivista nel 1511, in cui i tre protagonisti hanno una collocazione molto simile.
Il paesaggio è spoglio e sintetico: si vede un lembo di mare sotto un cielo azzurro chiaro e un prato verde, mentre il primo piano è composto da un gruppo di rocce digradanti verso destra con un albero secco a cui è appoggiato Adamo.
Alcuni piccoli pentimenti sono stati rilevati attorno alla testa di Adamo, nei rami dell'albero secco, nei capelli e nel corpo di Eva.

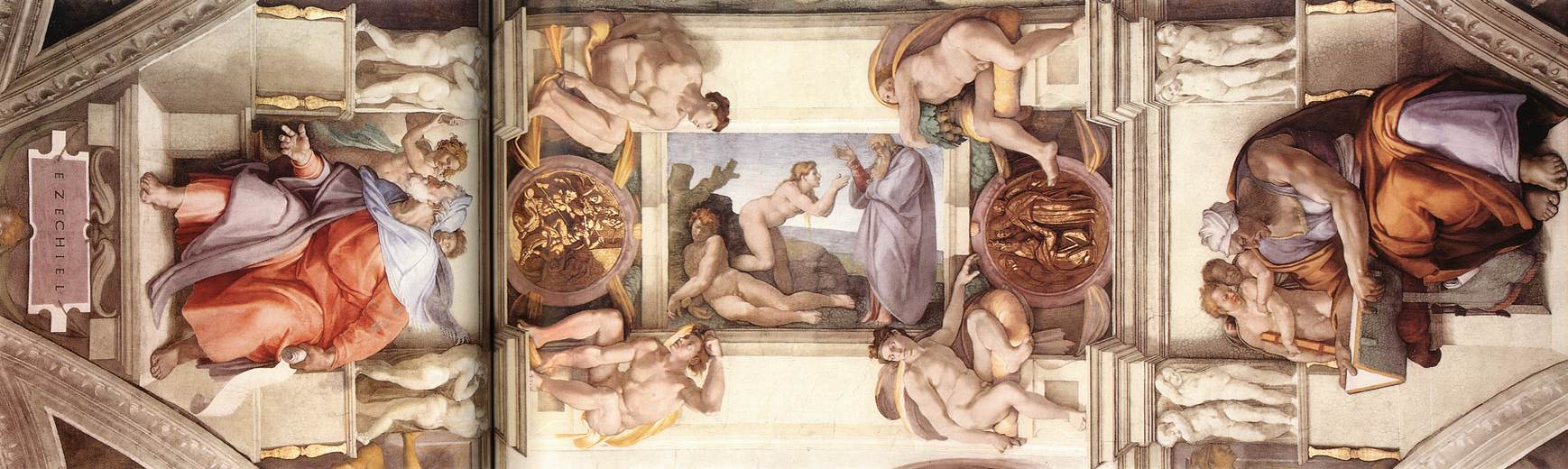
La quinta campata
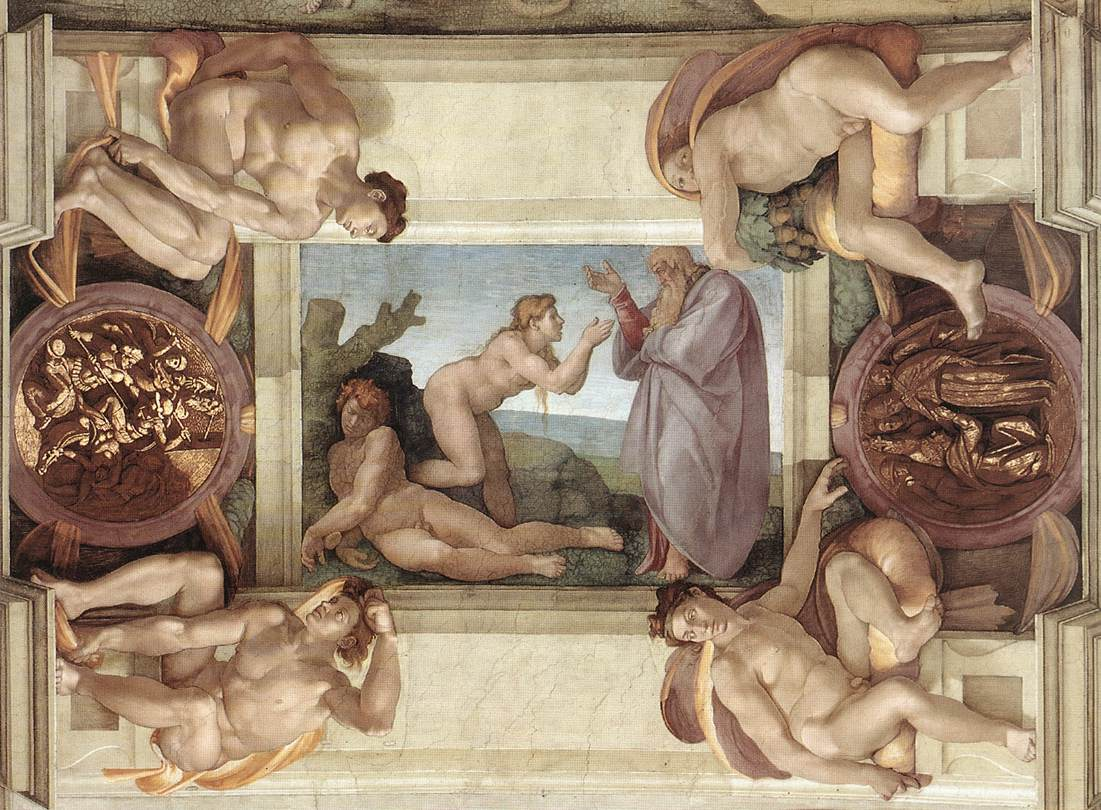
La scena con gli ignudi
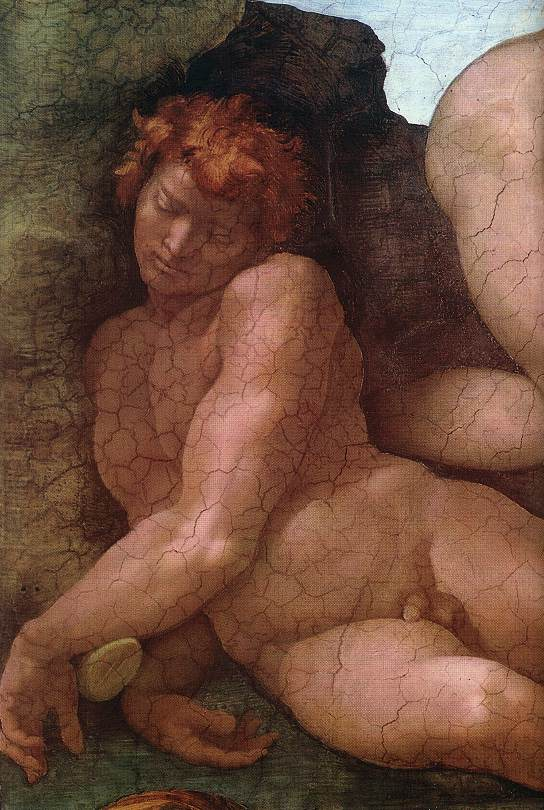
Dettaglio di Adamo
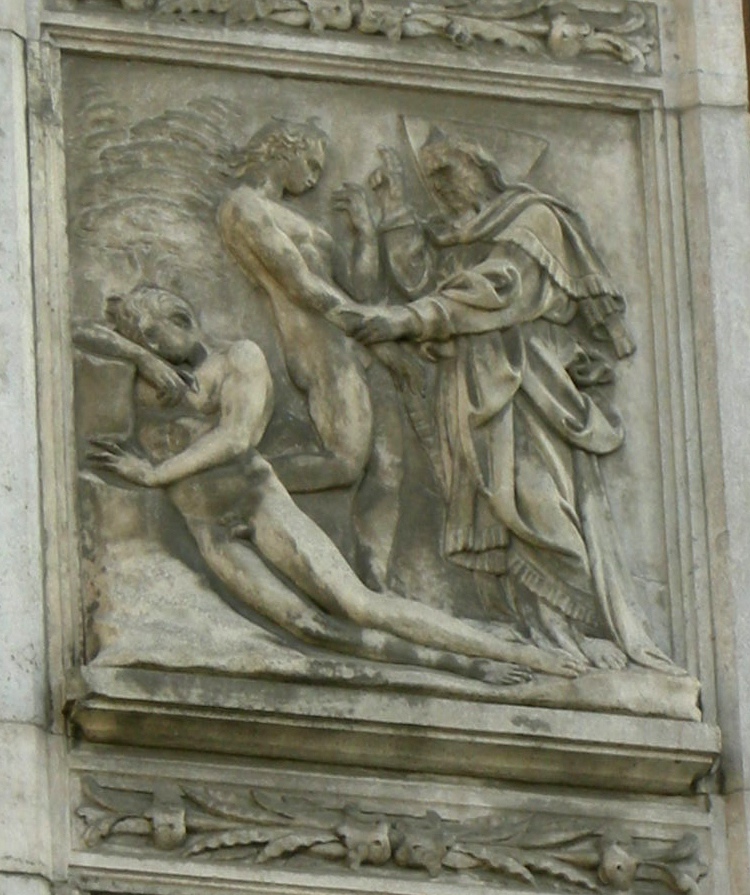
Jacopo della Quercia, Creazione di Eva

### Ignudi e medaglioni

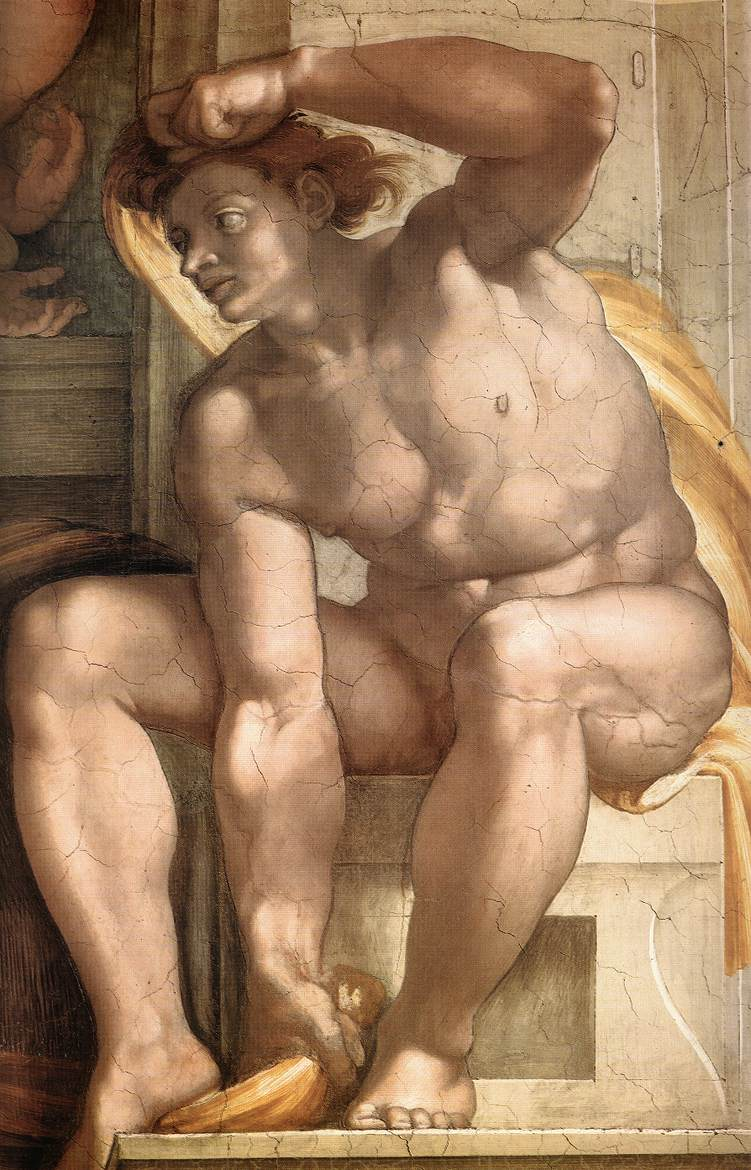
Uno degli Ignudi della quinta campata

Anche le coppie degli Ignudi attorno al riquadro principale vennero affrescate con un procedimento diverso, prima, invece che dopo, la pittura della scena principale. Ciò viene di solito messo in relazione col licenziamento degli assistenti e la necessità di usare una diversa organizzazione lavorativa. 
Da questo riquadro in poi, procedendo verso l'altare (seguendo quindi l'ordine in cui Michelangelo dipinse le scene), essi infatti tendono a invadere sempre più marcatamente i riquadri confinanti, sia minori che maggiori e inoltre viene sempre meno la ritmica organizzazione per simmetrie e contrapposti, in favore di posizioni sempre più sciolte e complesse. Inoltre sono di dimensioni leggermente crescenti e con un maggiore risalto plastico e dinamico, al pari delle corrispondenti figure dei Veggenti, per ottimizzare prospetticamente una veduta privilegiata dall'asse centrale della cappella guardando verso l'altare, la stessa che si aveva durante le solenni processioni papali che vi avevano luogo a partire dall'ingresso cerimoniale, sulla parete est.
Quelli sopra Ezechiele sono piegati in avanti con un braccio calato che regge i nastri del medaglione, uno tra le gambe e uno davanti ad esse; uno di loro poi ha un braccio sollevato sopra la testa mentre il suo compagno lo tiene piegato dietro la schiena. L'altra coppia mostra un giovane con una gamba piegata e in scorcio, con un braccio disteso verso il medaglione, il busto ruotato verso lo spettatore e la testa che guarda verso la Cacciata; l'altro invece regge la ghirlanda con foglie di quercia e ghiande (allusione allo stemma araldico dei Della Rovere, casato del papa), girandosi all'indietro, ma facendo sporgere sopra la spalla metà della testa in torsione, coperta da un velo gonfiato dal vento.
I medaglioni con le storie dell'Antico Testamento contengono, in questo caso, scene di difficile interpretazione: forse il primo mostra la Distruzione della tribù di Acab, seguace di Baal o forse la Morte di Nicanor; in secondo invece, sul lato della Sibilla Cumana dovrebbe raffigurare David davanti al profeta Nathan o Alessandro Magno davanti al gran sacerdote di Gerusalemme.

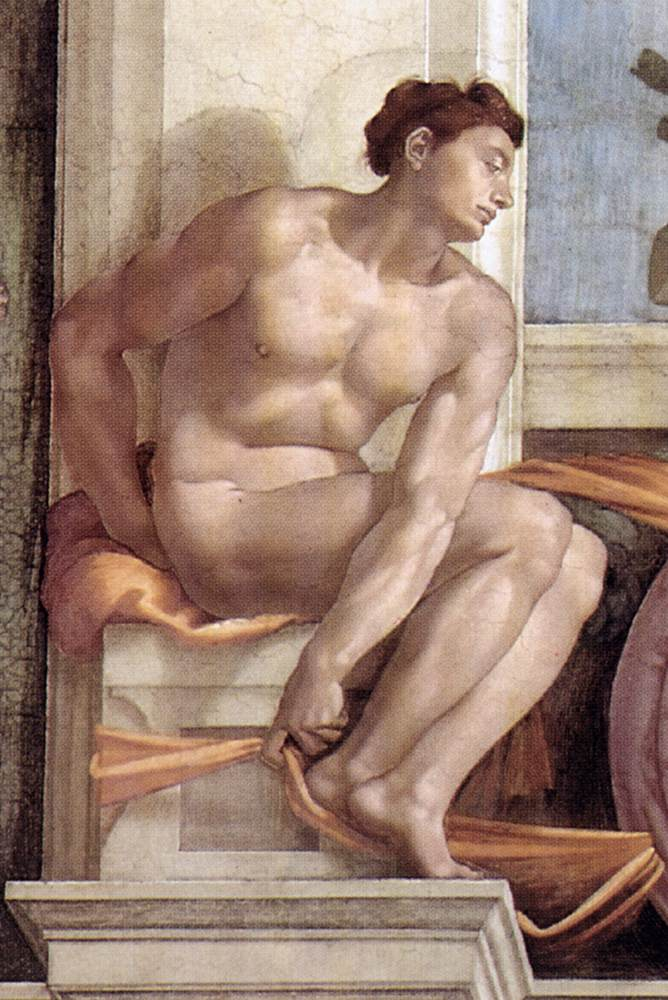
Dettaglio
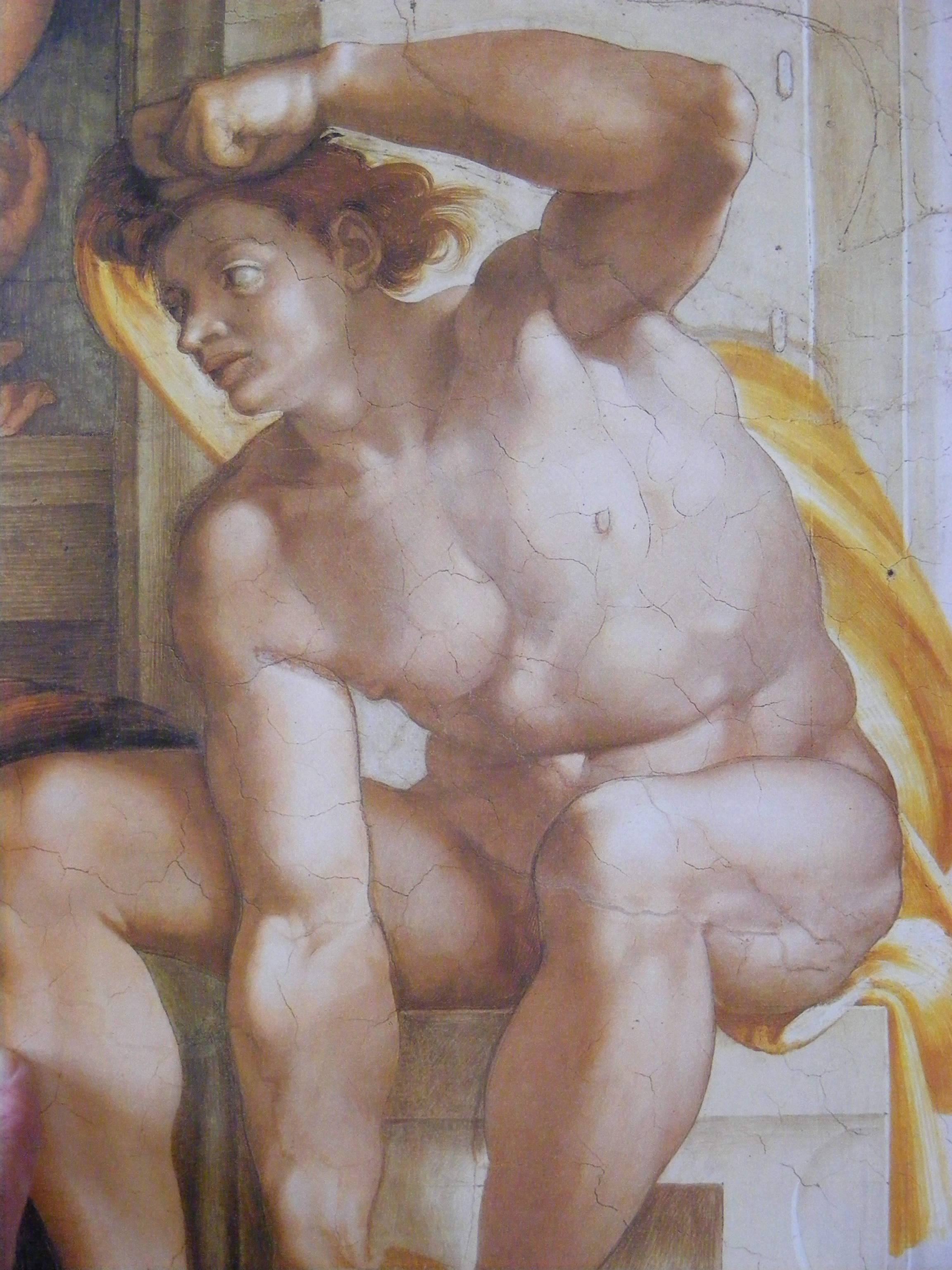
Dettaglio
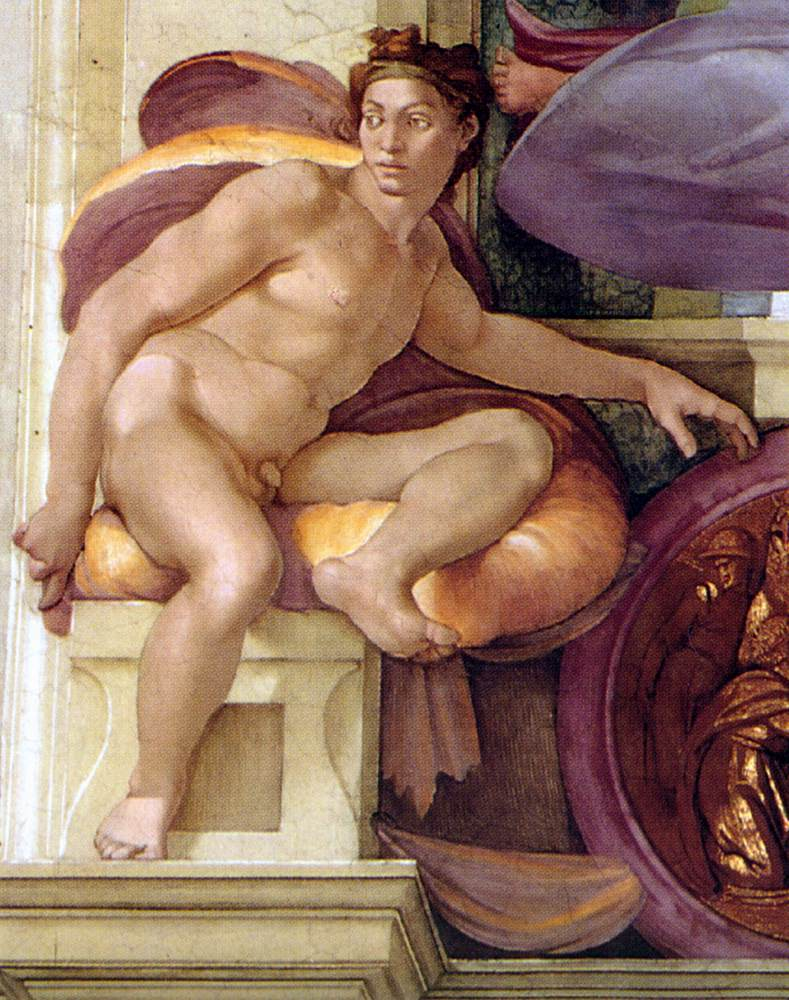
Dettaglio
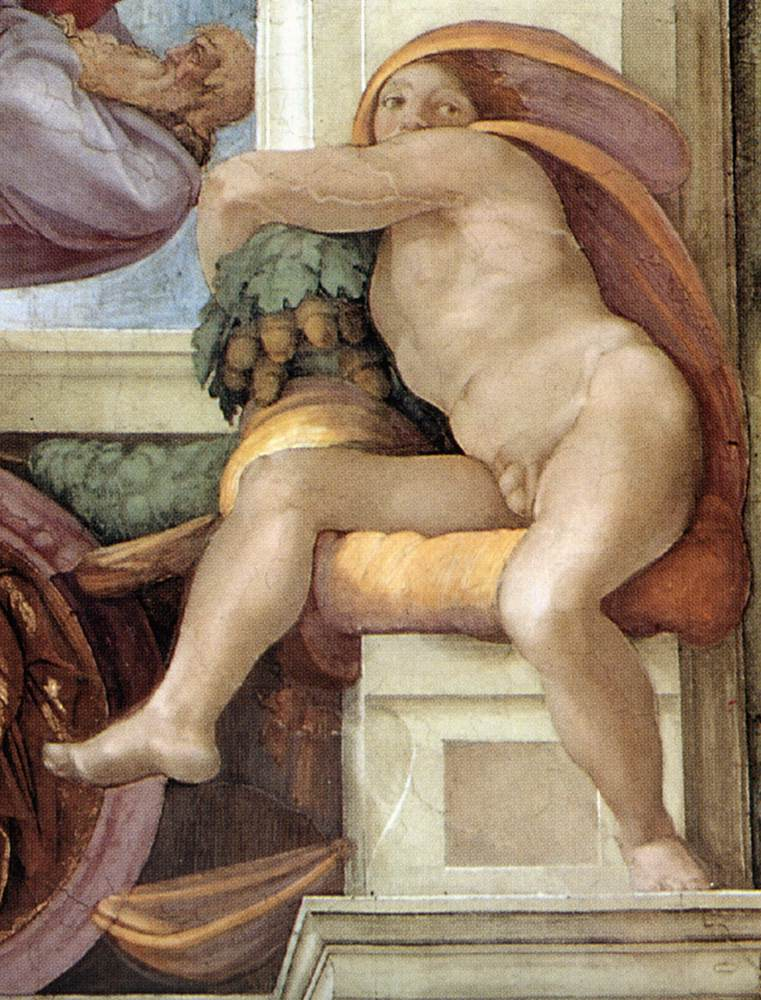
Dettaglio
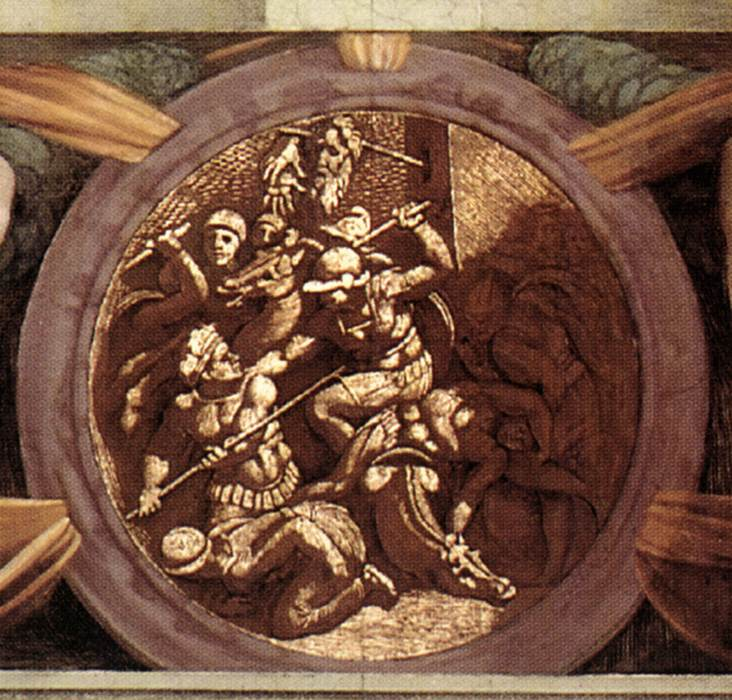
Distruzione della tribù di Acab, seguace di Baal o Morte di Nicanor
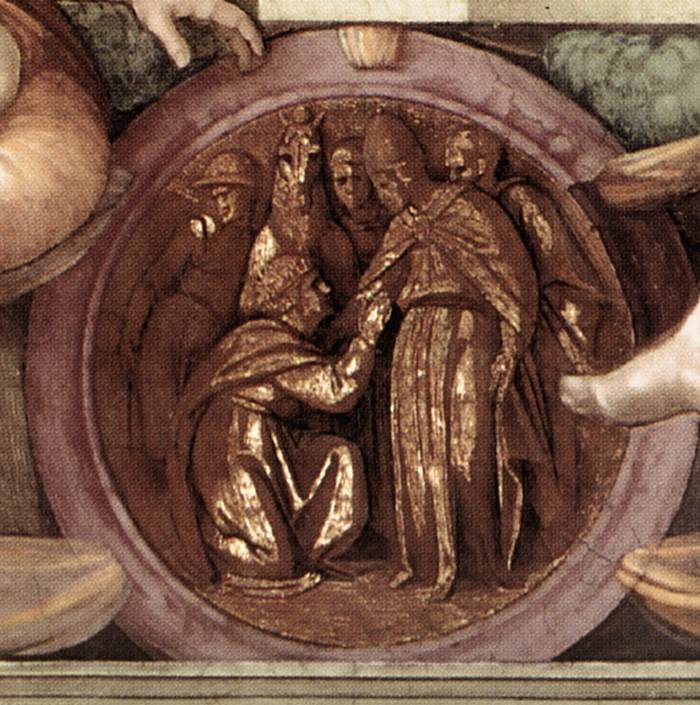
David davanti al profeta Nathan o Alessandro davanti al gran sacerdote di Gerusalemme